# ベルリン古楽アカデミー
ベルリン古楽アカデミー（ドイツ語: Akademie für Alte Musik Berlin）は、1982年に東ベルリンに設立された古楽器オーケストラである。

## 沿革
1984年にベルリン・シャウシュピールハウスにおいて処女演奏会を開く。1994年よりハルモニア・ムンディ・フランス・レーベルに積極的な録音を行う。2006年にゲオルク・フィリップ・テレマンの『リコーダー協奏曲集』の録音に対し、国際的に数々の賞を与えられた。